# Валентин Райчев
Валентин Райчев е български състезател по борба свободен стил.

## Биография
Роден е на 20 август 1958 г. в София. Преди да ориентира към борбата тренира баскетбол, хандбал, лека атлетика и футбол. Негови треньори са Иван Миланов, Огнян Макавеев и Иван Караджов. Състезава се ДФС Левски Спартак (София) от 1969 до 1986 г.
Първия му успех е на 18-годишна възраст, когато е балкански шампион за юноши (1976). Балкански шампион за мъже (1978). Печели турнира „Дан Колов“ (1979, 1980).
На летните олимпийски игри в Москва през 1980 г. печели златния медал в свободен стил категория до 74 кг. През следващата 1981 г. е световен вицешампион в Скопие и европейски вицешампион в Лодз.
Завършва ВИФ „Георги Димитров“ (София) (1987). След прекратяване на спортната си кариера е треньор в СК „Левски-Спартак“ (София) и националния отбор. Помощник-треньор на френския национален отбор (1990 – 1992). Днес има частен бизнес в град Костинброд.